# Hohenunkel

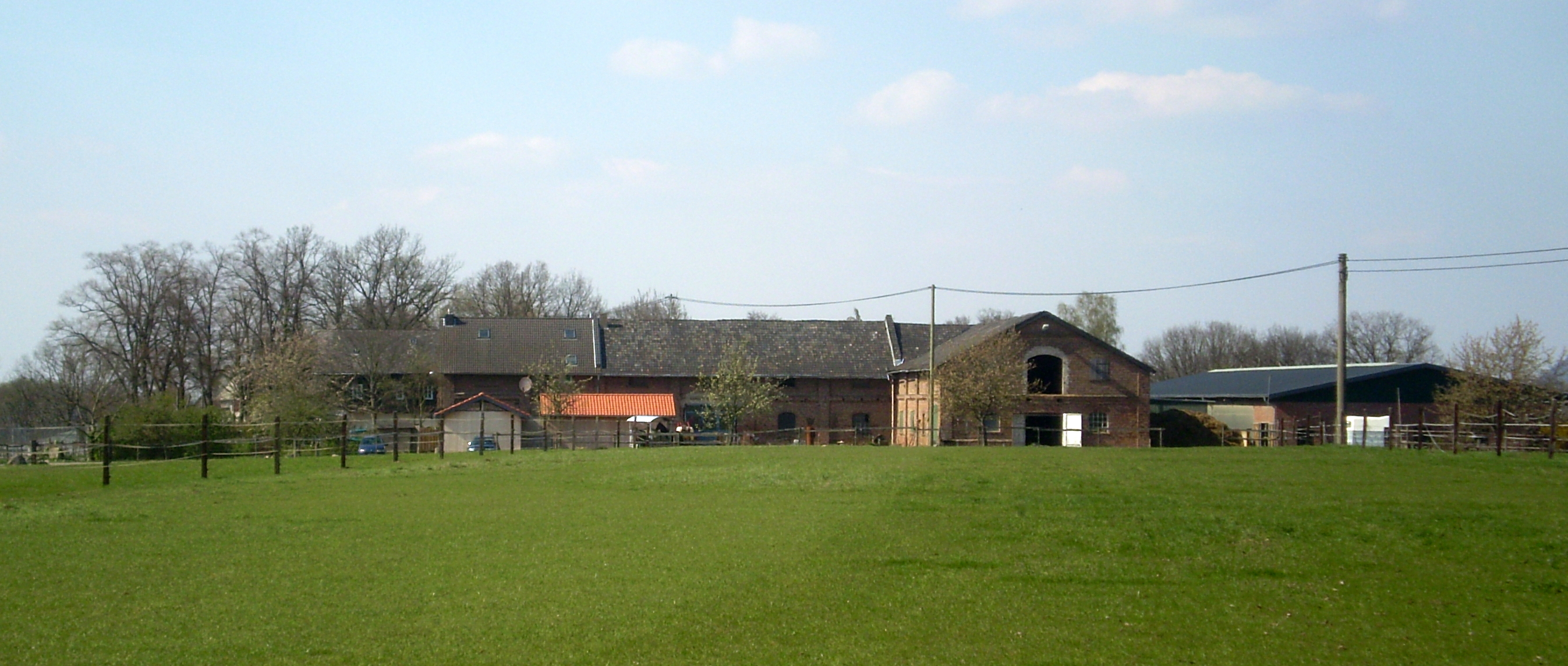
Hof Hohenunkel (2012)

Hohenunkel ist ein Wohnplatz der Stadt Unkel im rheinland-pfälzischen Landkreis Neuwied. Er besteht aus einem Gutshof und einem ehemaligen Erholungsheim.

## Lage
Hohenunkel liegt auf dem Hochplateau der Bruchhauser Heide auf der Gemarkung und oberhalb des Stadtteils Scheuren auf etwa 180 m ü. NHN. Das Gelände fällt nach Norden spürbar ab. Südöstlich schließt sich das Grundstück des Guts Haanhof an. Zugänglich ist der Wohnplatz über Bruchhausen sowie eine nicht öffentliche Zufahrtsstraße, die zwischen Scheuren und Rheinbreitbach beginnt.

## Geschichte
Der Gutshof entstand im Jahre 1906 als landwirtschaftlicher Betrieb, der sich auf den Getreide- und Kartoffelanbau sowie auf  Milchviehhaltung und eine Molkerei (ab 1913 mit Joghurtanlage) erstreckte. Gegründet wurde er von Johannes Hundhausen, der auch die Zufahrtsstraße ins Rheintal errichten ließ. Er trug den Betrieb mit einer Fläche von etwa 60 Hektar bis 1920 in Eigenregie und verpachtete ihn anschließend an die Rheinische Provinzialversicherung. 1930 kamen Treibhäuser auf einer Fläche von 2.500 Quadratmetern für den Anbau von Tomaten und Salat hinzu. Schwere Schäden durch eine Windhose 1934 sowie einen Orkan 1939 führten zur Aufgabe dieser Anlagen.
Seit 1964 ist der Gutshof im Besitz der heutigen Betreiber. Bei der Volkszählung am 25. Mai 1987 verzeichnete der Wohnplatz Hohenunkel (Hof u. Erholungsheim) 14 Einwohner. 1989 endete die landwirtschaftliche Nutzung des Guts für den Fremdbedarf, als Ackerbau und Nutztierhaltung zwecks Gründung einer Pensionspferdehaltung aufgegeben wurden. Dazu konnten die vorhandenen Stall- und Hallengebäude umgebaut werden. Eine zweite Reithalle wurde 2005 in Betrieb genommen. Das Gut Hohenunkel ist heute auch Standort einer Räucherei.

## Erholungsheim

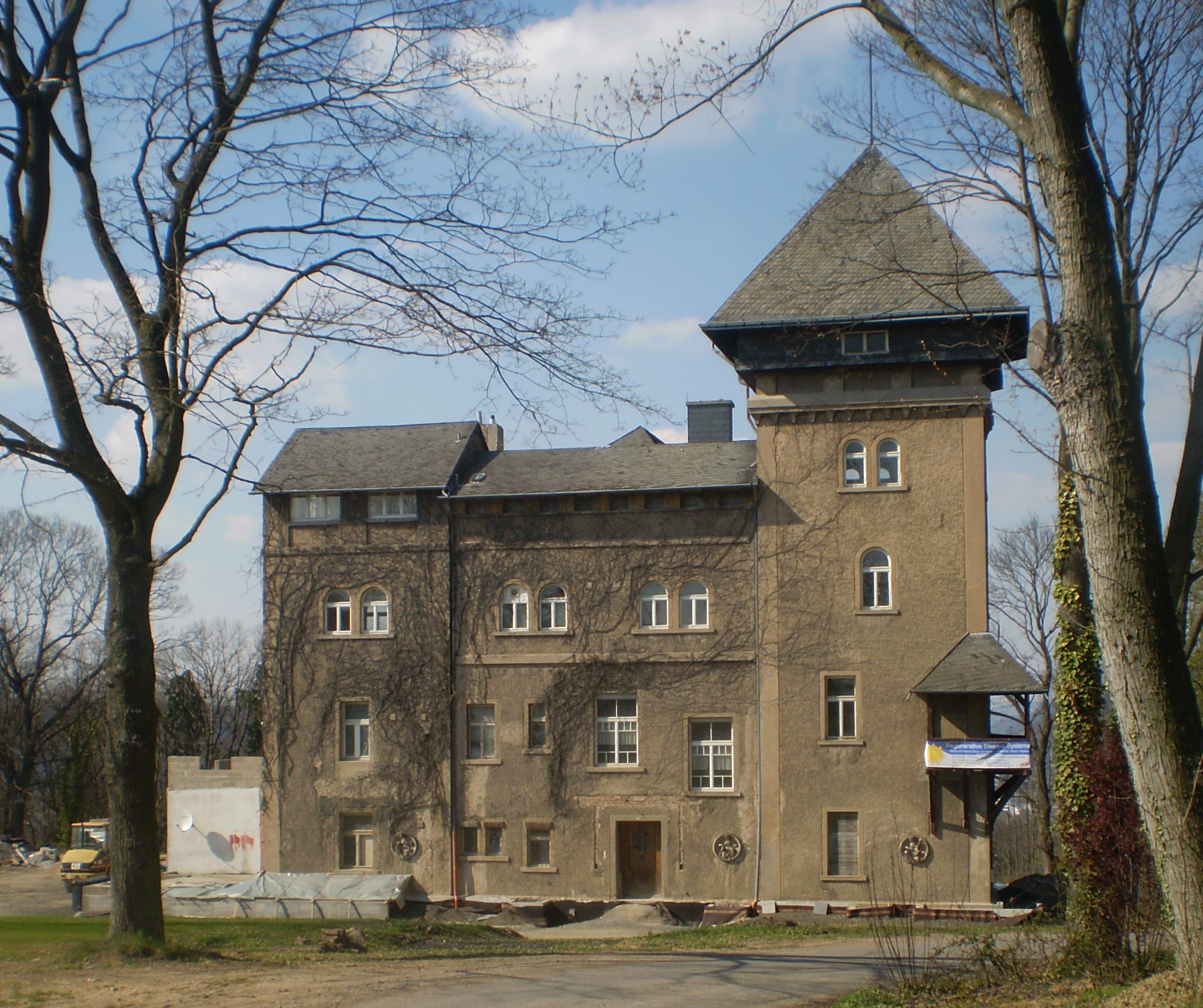
Ehem. Erholungsheim
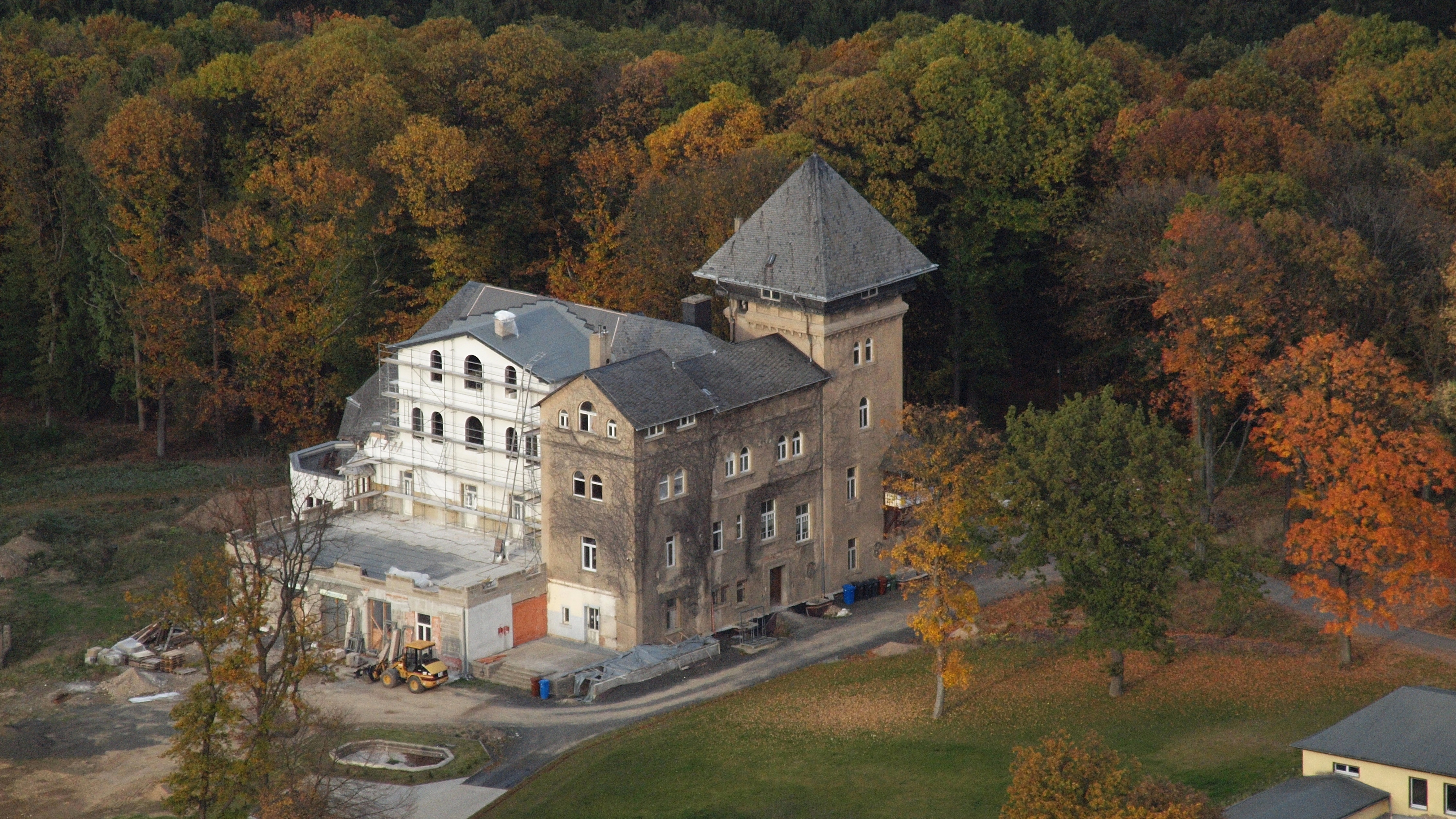
Luftaufnahme

Nördlich und unterhalb des Hofs Hohenunkel befindet sich am Waldrand ein herrschaftliches Herrenhaus, das Gebäude eines ehemaligen Erholungs- und späteren Landschulheims. Es wurde zwischen 1906 und 1908 gemeinsam mit dem landwirtschaftlichen Betrieb von Johannes Hundhausen errichtet. Das Herrenhaus ist ein historisierender Putzbau mit Turm. Nach der Übernahme durch die Hoesch AG 1946 wurde es als Erholungsheim für Bergmänner genutzt, die ehemaligen Gewächshäuser des Gutshofs zu einer Kegelbahn umfunktioniert. 1962 ging es in den Besitz der Stadt Mülheim an der Ruhr über und diente seitdem als Landschulheim. 1982 wurde es von der Stadt aufgegeben, jedoch durch einen privaten Verein weiterbetrieben. Im Herbst 2002 schloss das Landschulheim, seitdem ist das denkmalgeschützte Herrenhaus leerstehend. 2012 war jedoch eine Renovierung in Umsetzung.